# Tryde kyrka

Tryde kyrka är en kyrkobyggnad i Tryde. Den tillhör Tomelillabygdens församling i Lunds stift.

## Kyrkobyggnaden
Förr fanns i Tryde en gammal medeltidskyrka uppförd år 1160, bara 15 år efter Lunds Domkyrka blev uppförd. Denna innehöll flera märkvärdiga skulpturala utsmyckningar, varav en del fortfarande finns bevarade. Denna kyrka revs dock till förmån för den nuvarande, uppförd 1868 enligt Edvard von Rothsteins ritningar. Den nya kyrkan är bekostad av dåvarande patronaten, ägaren till Kåseholm, handlaren Johan Petter Hintze i Kristianstad som personligen övervakade arbetet med bygget. Det tog 6 månader att uppföra kyrkan. Kyrkan blev invigd söndagen 29 november 1868 av biskop Flensburg. Kyrkan är 30 meter lång och nära 14,5 meter bred.

## Inventarier
Mest känd är kyrkan troligen för att dess dopfunt är huggen av Majestatis som därför även bär den alternativa benämningen Trydemästaren. Dopfunten är huggen i sandsten och dateras till 1160. Vid världsutställningen i Paris 1867 vann dopfunten en bronsmedalj. Kyrkans altaruppsats och predikstol är utförda under 1600-talet, predikstolen mer exakt daterad till 1618.

### Orgel
- 1890 byggde Carl Elfström, Ljungby en orgel med 14 stämmor.
- Den nuvarande orgeln byggdes 1977 av Olof Hammarberg, Göteborg och är en mekanisk orgel. Fasaden är från 1890 års orgel.

| Huvudverk I   | Svällverk II        | Pedal       | Koppel |
| Borduna 16´   | Gedakt 8´           | Subbas 16´  | I/P    |
| Principal 8´  | Vox Retusa 8'       | Borunda 8'  | II/P   |
| Rörflöjt 8'   | Flûte octaviante 4' | Flöjtbas 4' | II/I   |
| Oktava 4'     | Flautino 2'         | Basun 16'   |        |
| Kvinta 2 2/3' | Sesquialtera II     |             |        |
| Oktava 2'     | Oboe 8'             |             |        |
| Mixtur IV     | Tremulant           |             |        |
| Trumpet 8'    | Crescendosvällare   |             |        |

## Dopfunten

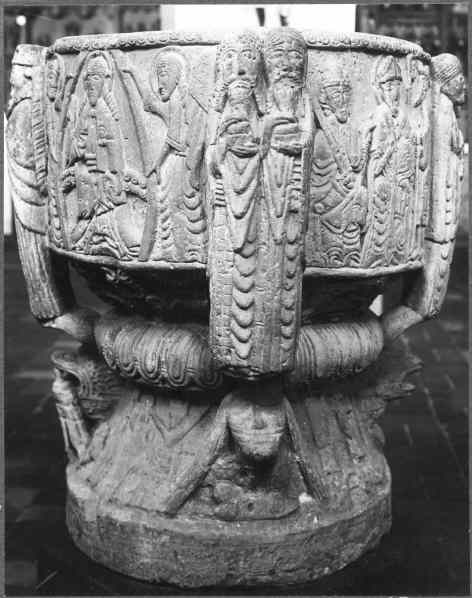
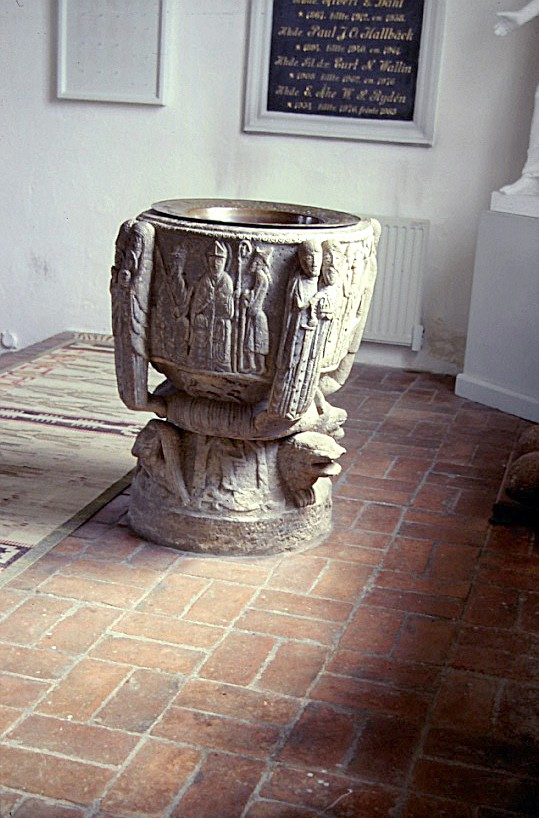
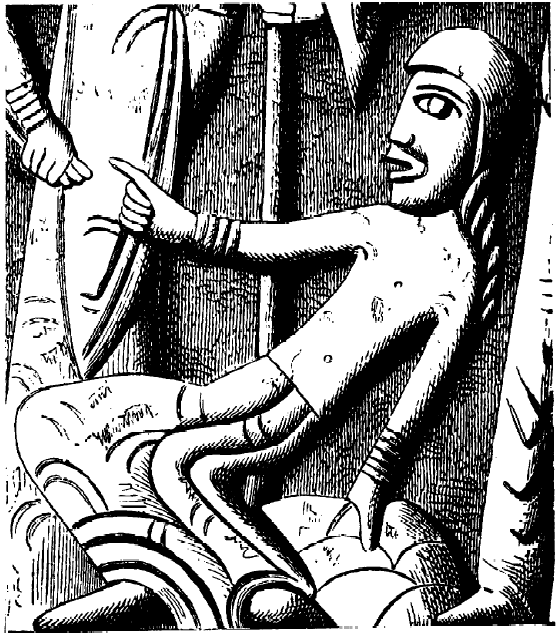
Kvinnofigur på dopfunten.
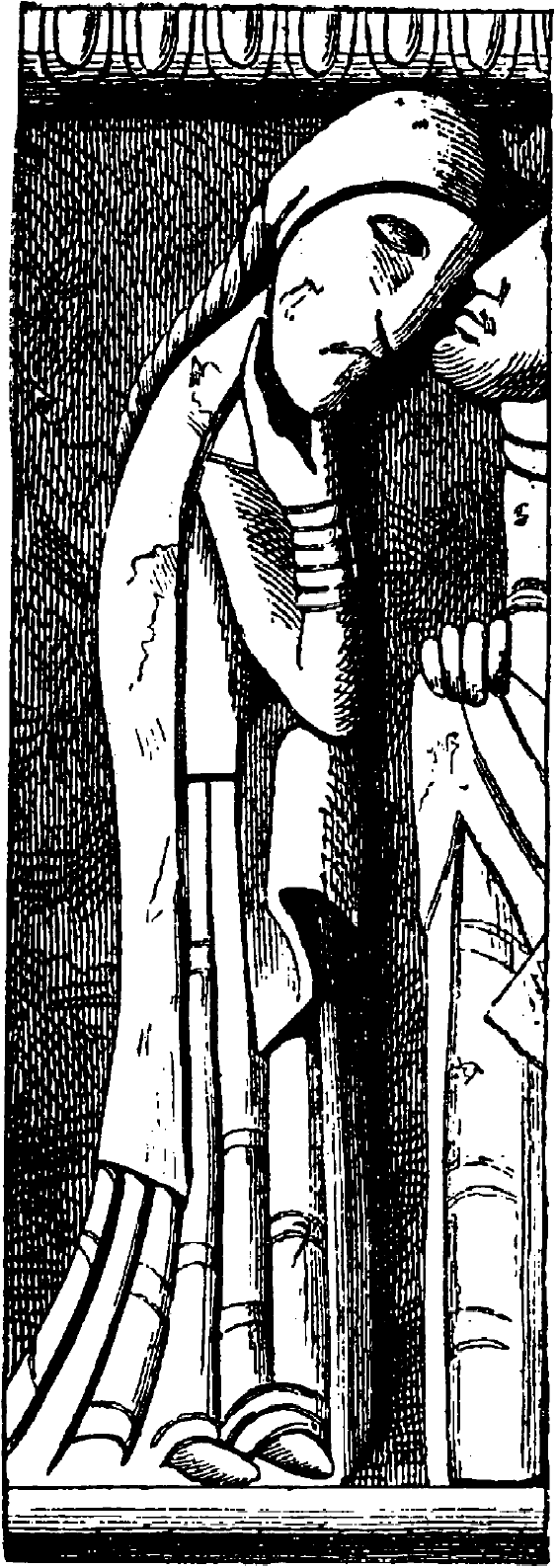
Kvinnofigur på dopfunten. Se mansfigur.